# Gemma Arterton

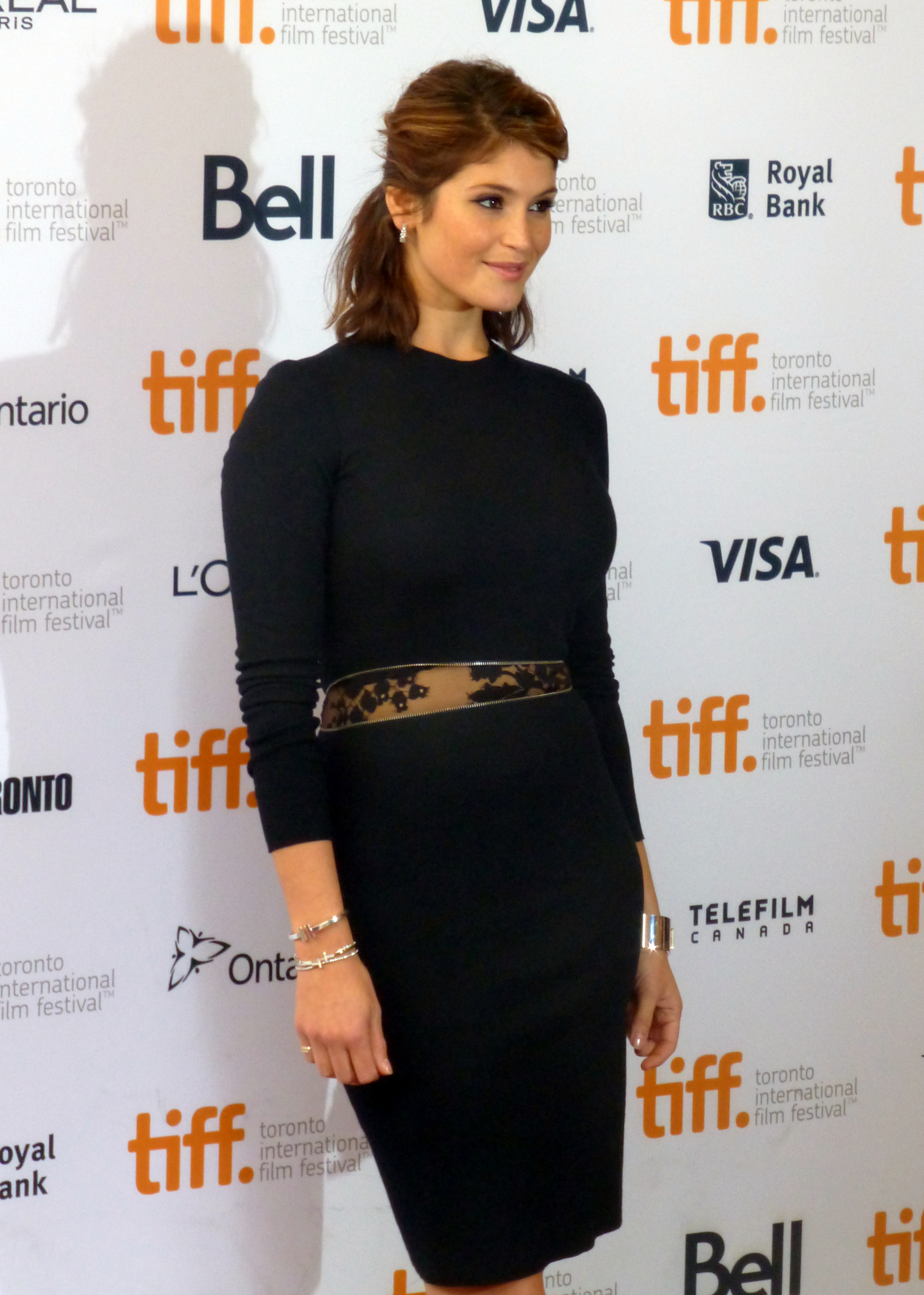
Gemma Arterton (2014)

Gemma Christina Arterton (ur. 2 lutego 1986 w Gravesend) – brytyjska aktorka. Wystąpiła w takich filmach jak Dziewczyny z St. Trinian, 007 Quantum of Solace, gdzie zagrała agentkę MI6 Strawberry Fields oraz w produkcji Disneya Książę Persji: Piaski czasu.

## Dzieciństwo i młodość
Gemma Arterton urodziła się w Gravesend w Wielkiej Brytanii jako córka sprzątaczki Sally i spawacza Barry’ego Artertona. Gdy się urodziła posiadała sześć palców u każdej dłoni (polidaktylia). Wada ta została usunięta we wczesnym dzieciństwie. Ojciec jej wcześnie porzucił rodzinę, dlatego matka wychowywała ją oraz jej siostrę, Hannah Jane, samotnie. Gemma uczęszczała do szkoły średniej dla dziewcząt w rodzinnym Gravesend i przez pewien czas zajmowała się sprzedażą kosmetyków do makijażu. Po ukończeniu tejże szkoły, przeszła kurs gry aktorskiej w Teatrze Miskin w Dartford i następnie otrzymała stypendium do Królewskiej Akademii Sztuki Dramatycznej w Londynie.

## Kariera
Jeszcze w trakcie studiów otrzymała swoją pierwszą profesjonalną rolę w filmie pt. Opowieść Mary Stephena Poliakoffa. Jej debiut sceniczny miał miejsce w szekspirowskiej sztuce Stracone zachody miłości w Globe Theatre w Londynie, w lipcu 2007, jeszcze przed zdobyciem dyplomu. W tym samym roku debiutowała na wielkim ekranie główną rolą, w komedii Dziewczyny z St. Trinian. O rolę Kelly Arterton walczyła m.in. z Sienną Miller. 
W 2008 pojawiła się w nowej odsłonie przygód Jamesa Bonda 007 Quantum of Solace. Wybrana spośród 1500 kandydatek, Gemma wcieliła się w postać Strawberry Fields, za którą zebrała pochlebne recenzje. W tym samym roku otrzymała rolę Elizabeth Bennet w serialu W świecie Jane Austen. Od 2008 była twarzą zapachu „Bond Girl 007” marki Avon, dla której promowała już wcześniej inne kosmetyki. Kontrakt z tą firmą uniemożliwił jej stanie się obok Kate Moss twarzą marki Rimmel.
W 2010 Arterton powróciła na deski teatru i zadebiutowała na West Endzie w sztuce The Little Dog Laughed. Wcieliła się także w postać Catherine Earnshaw w Wichrowych Wzgórzach. Ten rok obfitował również w role w wysokobudżetowych produkcjach z Hollywood tj. Starcie tytanów oraz Książę Persji: Piaski czasu. W tym samym roku Gemma zagrała także tytułową rolę w filmie Tamara i mężczyźni.
Zasiadała w jury konkursu głównego na 73. MFF w Wenecji (2016).

## Życie prywatne
Prywatnie Arterton związana była przez półtora roku z Johnem Nolanem, technikiem zajmującym się efektami specjalnymi, z którym rozstała się w 2008 roku. Następnie przez pół roku spotykała się z hiszpańskim jeźdźcem, Eduardo Munozem. 5 czerwca 2010 wyszła za mąż za Stefano Catelliego.

## Filmografia
- 2007: Opowieść Mary jako Liza
- 2007: Dziewczyny z St. Trinian jako Kelly Jones
- 2008: Three and Out jako Frankie Cassidy
- 2008: Rock'N'Rolla jako June
- 2008: 007 Quantum of Solace jako agentka Strawberry Fields
- 2009: Radio na fali jako Desiree
- 2009: Dziewczyny z St. Trinian 2: Legenda o złocie Frittonów jako Kelly Jones
- 2010: Starcie tytanów jako Io
- 2010: Uprowadzona Alice Creed jako Alice Creed
- 2010: Książę Persji: Piaski Czasu jako Tamina
- 2010: Tamara i mężczyźni jako Tamara Drewe
- 2012: Byzantium jako Clara
- 2012: Z miłości do... jako Elizabeth
- 2013: Ślepy traf jako Rebecca Shafran
- 2013: Hansel i Gretel: Łowcy czarownic jako Gretel
- 2014: Głosy jako Fiona
- 2014: Gemma Bovery jako Gemma Bovery
- 2016: 100 Streets jako Emily
- 2016: Zwyczajna dziewczyna[2] jako Catrin Cole
- 2016: Sierota[2] jako Tara
- 2016: Wszechstronna dziewczyna[2] jako Helen Justineau
- 2016: The History of Love jako Alma Mereminski
- 2017: Ucieczka jako Tara
- 2018: Vita & Virginia jako Vita Sackville-West
- 2019: Zabójczy rejs jako Grace Ballard
- 2019: My Zoe jako Laura Fischer
- 2019: How to Build a Girl jako Maria von Trapp
- 2020: Summerland jako Alice
- 2020: King’s Man: Pierwsza misja jako Polly

### Występy w telewizji
- 2008: Lost in Austen jako Elizabeth Bennet
- 2008: Tess d’Urbervilles jako Tess Durbeyfield